# Comuna Omît, Zaricine
Omît (în ucraineană Омит) este o comună în raionul Zaricine, regiunea Rivne, Ucraina, formată din satele Horînîci, Nîhovîșci și Omît (reședința).

## Demografie
Componența lingvistică a comunei Omît
     Ucraineană (98,97%)
     Alte limbi (1,03%)
Conform recensământului din 2001, majoritatea populației comunei Omît era vorbitoare de ucraineană (98,97%), existând în minoritate și vorbitori de alte limbi.